# Dongeradeel
Dongeradeel  (in frisone Dongeradiel) è una ex-municipalità dei Paesi Bassi di 24 317 abitanti situata nella provincia della Frisia. Il territorio della municipalità includeva anche le due isole disabitate di Rif e Engelsmanplaat.
Soppressa il 1º gennaio 2019, il suo territorio, assieme a quello delle ex-municipalità di Ferwerderadiel e di Kollumerland en Nieuwkruisland, è andato a formare la nuova municipalità di Noardeast-Fryslân.